# AGS JH22
O JH22 é o modelo da AGS da temporada de 1987 da Fórmula 1. Condutores: Pascal Fabre e Roberto Moreno.

## Resultados[1]
(legenda) 
| Ano  | Chassi | Motor                | Pneus | N° | Pilotos        | 1   | 2   | 3   | 4   | 5   | 6   | 7   | 8   | 9   | 10  | 11  | 12  | 13  | 14  | 15  | 16  | Pontos | Posição |  |
| ---- | ------ | -------------------- | ----- | -- | -------------- | --- | --- | --- | --- | --- | --- | --- | --- | --- | --- | --- | --- | --- | --- | --- | --- | ------ | ------- |  |
|      |        |                      |       |    |                |     |     |     |     |     |     |     |     |     |     |     |     |     |     |     |     |        |         |  |
|      |        |                      |       |    |                | BRA | SMR | BEL | MON | USE | FRA | GBR | GER | HUN | AUT | ITA | POR | ESP | MEX | JAP | AUS |        |         |  |
| 1987 | JH22   | Ford Cosworth DFZ V8 | G     | 14 | Pascal Fabre   | 12  | 13  | 10  | 13  | 12  | 9   | 9   | Ret | 13  | NC  | NQ  | NQ  | Ret | NQ  |     |     | 1      | 12º     |  |
| 1987 | JH22   | Ford Cosworth DFZ V8 | G     | 14 | Roberto Moreno |     |     |     |     |     |     |     |     |     |     |     |     |     |     | Ret | 6   | 1      | 12º     |  |